# Dirt 4
Dirt 4 (estetizado como DiRT 4) es un videojuego de carreras de rally desarrollado y publicado por Codemasters. Es el duodécimo juego en la serie de Rally de Colin McRae y el sexto título para llevar el nombre de Dirt.
El juego fue lanzado en Microsoft Windows, PlayStation 4 y Xbox One el 9 de junio de 2017. En 2019 llegó la versión del juego para sistemas Linux y macOS, desarrollada por la compañía inglesa Feral Interactive.

## Jugabilidad
Dirt 4 es un videojuego de carreras centrado en el rally. Los jugadores compiten en eventos de etapa cronometrados en asfalto y terreno todoterreno en condiciones climáticas variables. Las etapas del Rally abarcan cinco lugares: Fitzroy en Australia, Tarragona en España, Michigan en los Estados Unidos, Värmland en Suecia y Powys en Gales. Los coches proceden de una amplia variedad de clases y periodos de competición, como los coches del Grupo B de los años 80, los coches del Grupo A y del Grupo N de los años 90 y 2000, y los coches del Grupo R de los años 2010. El juego no contará con World Rally Cars ni con ningún elemento asociado con el World Rally Championship. Dirt 4 también introduce una nueva característica llamada "Your Stage" que genera etapas de rally basadas en un ajuste y parámetros que el jugador define. Dado que el juego no incluye ningún contenido con licencia para su modo de rally, Your Stage se utilizará para generar todas las etapas que el jugador conduzca en el modo carrera.
El juego contará con carreras de rallycross y llevará una licencia de FIA World Rallycross Championship. Incluye cinco circuitos de rallycross: Lydden Hill Race Circuit en Gran Bretaña, Höljesbanan en Suecia, Lånkebanen en Noruega, el Circuit de Lohéac en Francia y el Pista Automóvel de Montalegre en Portugal. Lohéac y Montalegre son nuevos en la serie. Se incluirán tanto los rallycross Supercars como RX Lites. El juego también cuenta con tablas de clasificación multijugador y multiplataforma. El modo Landrush volverá, presentando camiones de estadio y carreras de buggy, con etapas desde lugares de California, Nevada y México. Al igual que su predecesor, Dirt Rally, Dirt 4 incluirá Steam Workshop para la versión para PC. Dirt 4 también verá el regreso del popular modo Dirt 3 "Joyride" que cuenta con minijuegos multijugador.
Dirt 4 se basará en los sistemas de gestión de equipos introducidos en Dirt Rally y Grid Autosport, con el jugador contratando personal para reparar el coche, supervisar las operaciones diarias y aumentar el perfil del equipo para asegurar nuevos patrocinadores. Los jugadores también podrán comprar y vender autos nuevos y usados, con resultados previos e historiales de accidentes que afectan el valor de reventa del coche.

## Desarrollo y lanzamiento
Dirt 4 está siendo desarrollado por la compañía británica de videojuegos Codemasters. Codemasters consultó con los pilotos de rally Kris Meeke y Petter Solberg en el modelo de manejo del juego. El juego cuenta con un copiloto y trabajo de voz de comentaristas de los copilotos profesionales Nicky Grist y Jen Horsey.
El juego se anunció en enero de 2017. Fue lanzado en Microsoft Windows, PlayStation 4 y Xbox One el 9 de junio de 2017.